# Горње Табориште (Глина)
Горње Табориште је насељено мјесто на подручју града Глине, Банија, Република Хрватска.

## Историја
Горње Табориште се од распада Југославије до августа 1995. године налазило у Републици Српској Крајини.

## Становништво
На попису становништва 2011. године, Горње Табориште је имало 56 становника.
| Националност       | 1991. | 1981. | 1971. |
| Хрвати             | 230   | 266   |       |
| Срби               | 50    | 75    |       |
| Југословени        |       | 27    |       |
| остали и непознато | 23    | 1     |       |
| Укупно             | 303   | 369   | '     |

| Демографија | Демографија | Демографија |
| Година      | Становника  | Становника  |
| ----------- | ----------- | ----------- |
| 1961.       | 505         |             |
| 1971.       | 425         |             |
| 1981.       | 369         |             |
| 1991.       | 303         |             |

## Попис 1991.
На попису становништва 1991. године, насељено место Горње Табориште је имало 303 становника, следећег националног састава:
| Попис 1991.‍  | Попис 1991.‍  | Попис 1991.‍ | Попис 1991.‍ | Попис 1991.‍ |
| ------------ | ------------ | ----------- | ----------- | ----------- |
|              |              |             |             |             |
| Хрвати       | Хрвати       |             | 230         | 75,90%      |
| Срби         | Срби         |             | 50          | 16,50%      |
| остали       | остали       |             | 1           | 0,33%       |
| неопредељени | неопредељени |             | 5           | 1,65%       |
| непознато    | непознато    |             | 17          | 5,61%       |
| укупно: 303  |              |             |             |             |